# Рајгејт
Рајгејт (енгл. Reigate) је град у Енглеској на југоистоку Уједињеног Краљевства. Налази се на 30  јужно од Лондона.